# Michael Culme-Seymour, 3. Baronet

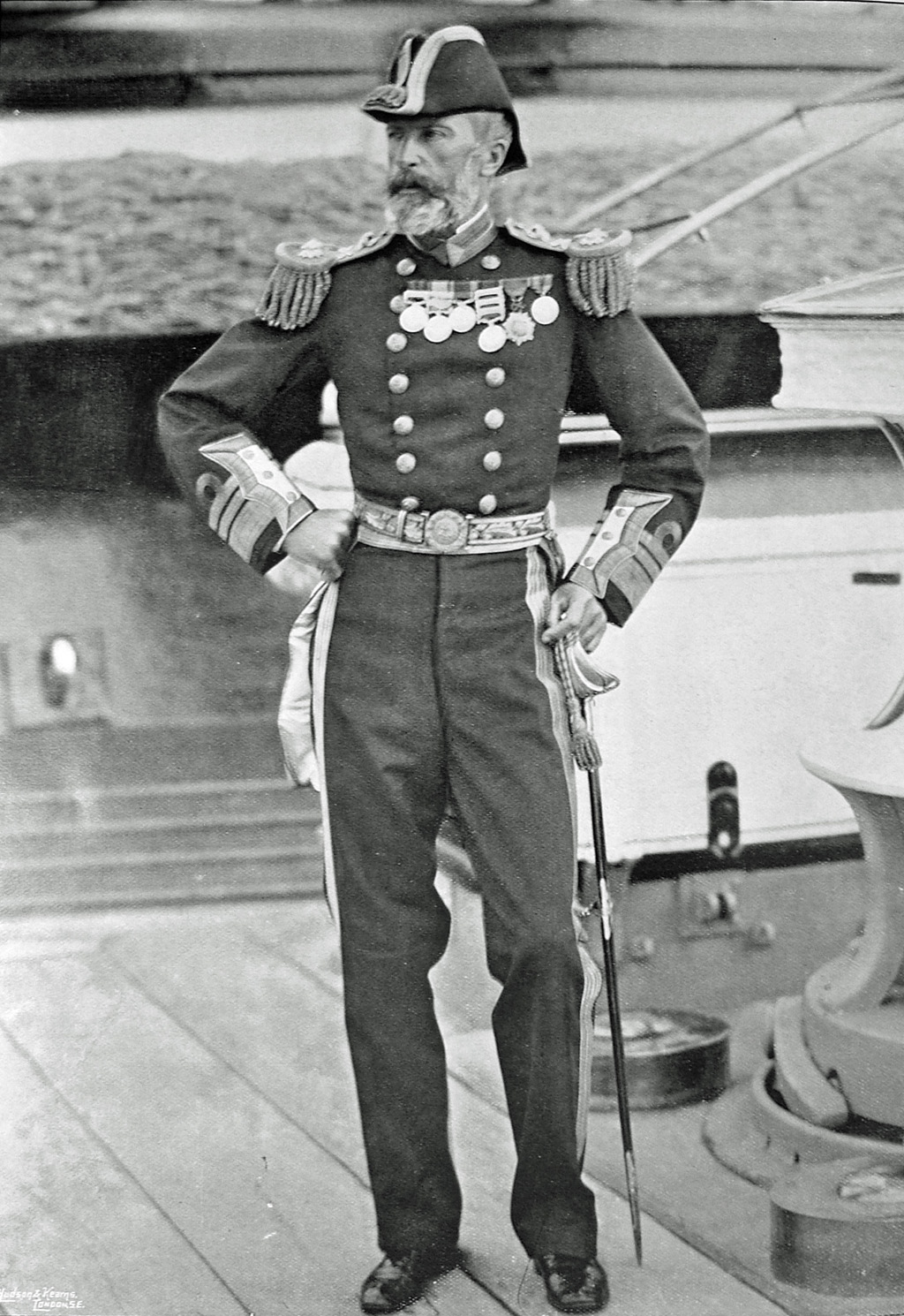
Admiral Sir Michael Culme-Seymour

Sir Michael Culme-Seymour, 3. Baronet, GCB, GCVO (Geburtsname: Michael Seymour; * 13. März 1836 in Berkhamsted, Hertfordshire, England; † 11. Oktober 1920 in Oundle, Northamptonshire, England) war ein britischer Seeoffizier der Royal Navy und zuletzt Admiral, der unter anderem von 1885 bis 1887 Oberkommandierender der Marinestation Pazifik (Commander-in-Chief, Pacific Station), zwischen 1890 und 1892 Oberkommandierender des Kanalgeschwaders (Commander-in-Chief, Channel Squadron), von 1893 bis 1893 Oberkommandierender der Mittelmeerflotte (Commander-in-Chief, Mediterranean Fleet) sowie zwischen 1897 und 1890 Oberkommandierender der Marinebasis Portsmouth (Commander-in-Chief, Portsmouth) war. Er bekleidete von 1901 bis 1920 das Ehrenamt als Vice-Admiral of the United Kingdom.

## Leben

### Familiäre Herkunft, Ausbildung und Verwendungen als Seeoffizier

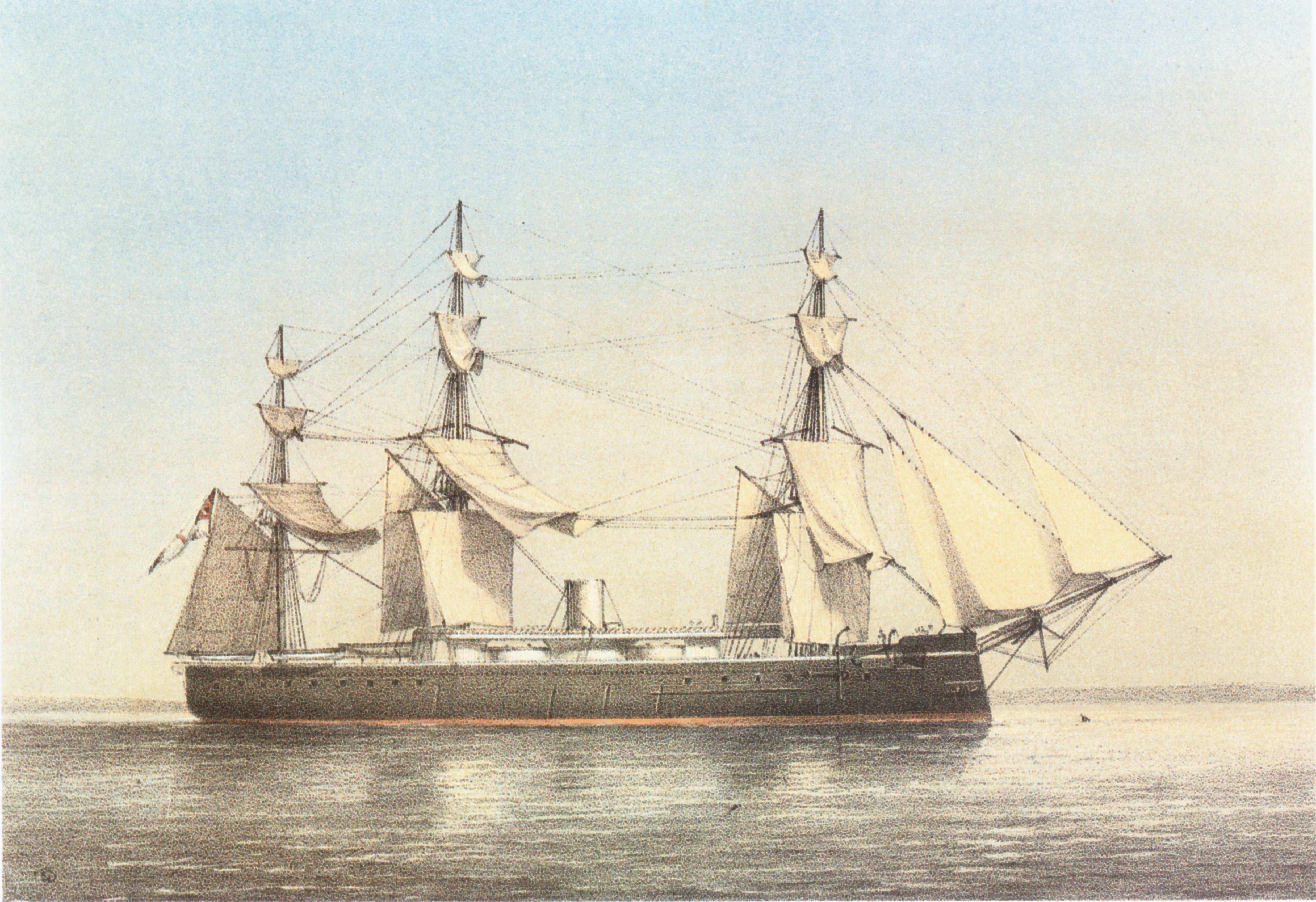
Captain Culme-Seymour war von 1876 bis 1877 Kommandant des Turmschiffs HMS Monarch.

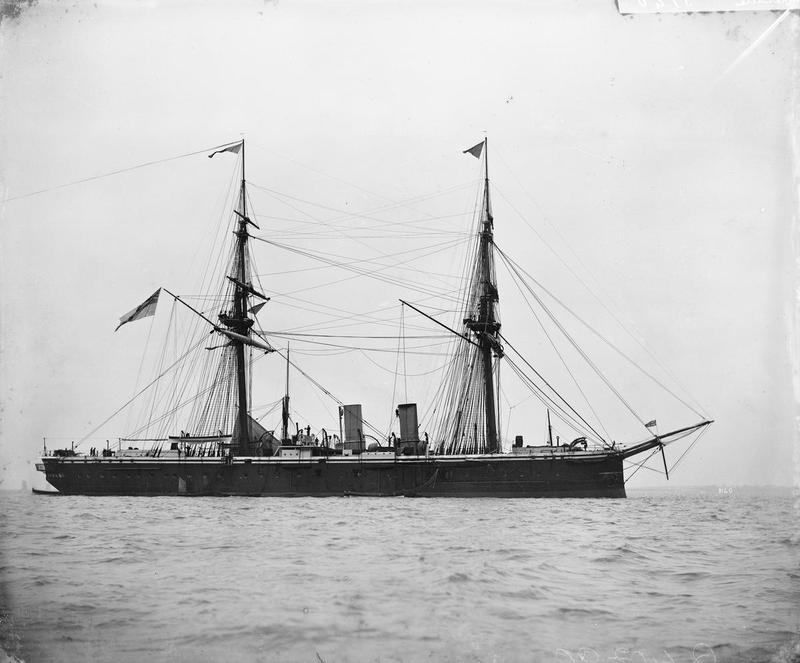
1877 wurde er Kommandant des Panzerschiffs HMS Temeraire.

Michael Seymour war das älteste Kind von drei Kindern des anglikanischen Pfarrers und Hofkaplans für Königin Victoria Reverend Sir John Hobart Seymour, 2. Baronet (1800–1880) und dessen erster Frau Elizabeth Culme († 1841). Nach dem Tod seiner Mutter Elizabeth Culme († 1841) ergänzte sein Vater als deren Generalerbe mit königlicher Lizenz vom 6. Mai 1842 den Familiennamen zu „Culme-Seymour“. Aus der zweiten Ehe seines Vaters mit Maria Louisa Smith († 1887) gingen fünf weitere Kinder hervor. Sein Großvater war Rear-Admiral Sir Michael Seymour, 1. Baronet (1768–1834), der 1809 zum Baronet erhoben wurde und unter anderem von 1833 bis zu seinem Tode 1834 Oberkommandierender der damaligen Marinestation Südamerika (Commander-in-Chief, South America Station) war. Zu seinen Onkeln gehörte neben dem späteren Admiral und Mitglied des Unterhauses (House of Commons) Michael Seymour (1802–1887) auch Edward Seymour (1804–1837), der als Capitain in der Royal Navy diente.
Er selbst trat 1850 in die Royal Navy ein und diente nach seiner Ausbildung zum Seeoffizier von 1856 bis zum 6. Juni 1859 unter dem Kommando von Captain William King-Hall auf dem Linienschiff HMS Calcutta, das in der Marinestation Ostindien (East Indies Station) beziehungsweise in der Marinestation Ostindien und China (East Indies and China Station) als Flaggschiff seines Onkels, Rear-Admiral Michael Seymour, diente und mit dem er als dessen Flaggleutnant während des Zweiten Opiumkriegs (1856 bis 1860) zum Einsatz kam. Am 25. Mai 1857 wurde er zum Lieutenant sowie bereits zwei Jahre später am 6. Juni 1859 zum Commander befördert. Er war zwischen dem 20. Juni 1861 und dem 16. August 1865 Kommandant der HMS Wanderer, einem zur Mittelmeerflotte gehörenden Kanonenboot.
Am 16. Dezember 1865 erhielt Michael Culme-Seymour seine Beförderung zum Captain und 1869 seine Ernennung zum Marineadjutanten (Naval Aide-de-camp) von Queen Victoria. Am 1. Dezember 1870 wurde er Kommandant der zum Kanalgeschwader (Channel Squadron) gehörenden Korvette HMS Volage und fungierte später von 1874 bis 1876 als Privatsekretär von George Ward Hunt, des damaligen Ersten Lords der Admiralität. Im April 1876 wechselte er abermals zur Mittelmeerflotte und war dort zunächst bis Juli 1877 Kommandant des Turmschiffs HMS Monarch. Anschließend wurde er am 8. Juli 1877 Kommandant des Panzerschiffs HMS Temeraire, das als Teil eines Geschwaders 1878 unter dem Kommando von Admiral Sir Geoffrey Thomas Phipps Hornby während des Russisch-Osmanischen Krieges (1877 bis 1878) in die Dardanellen verlegt wurde. Danach übernahm er zwischen dem 29. Juli 1879 und dem 9. Mai 1882 den Posten als Kommandant des Linienschiffs HMS Duke of Wellington, des Flaggschiffs des Oberkommandierenden der Marinebasis Portsmouth, Admiral Alfred Phillipps Ryder.

### Baronet und Aufstieg zum Admiral
Beim Tod seines Vaters erbte Michael Culme-Seymour am 17. September 1880 dessen Adelstitel als 3. Baronet, of High Mount and Friery Park. Er wurde am 6. Mai 1882 zum Rear-Admiral befördert und war 1885 unter Admiral Sir Geoffrey Thomas Phipps Hornby stellvertretender Kommandeur (Second-in-Command) des Geschwaders das während des Panjdeh-Zwischenfalls aufgestellt wurde, ein Gefecht um die Oase Panjdeh zwischen Truppen des Russischen Kaiserreiches und des Emirats Afghanistan am 30. März 1885 und das einen Teil der jahrzehntelangen Konfrontation zwischen russischen und britischen Interessen in Zentralasien bildete, des so genannten „Great Game“. Danach übernahm er am 4. Juli 1885 von Rear-Admiral Sir John Baird den Posten als Oberkommandierender der Marinestation Pazifik (Commander-in-Chief, Pacific Station). Dieses Kommando hatte er bis zum 20. September 1887 inne und wurde daraufhin von Rear-Admiral Sir Algernon Heneage abgelöst.
Am 19. Juni 1888 erhielt Culme-Seymour seine Beförderung Vice-Admiral. Er wurde am 3. Mai 1890 wiederum als Nachfolger von Vice-Admiral Sir John Baird Oberkommandierender des Kanalgeschwaders (Commander-in-Chief, Channel Squadron) und hatte dieses Kommando bis zum 10. Mai 1892 inne, woraufhin Vice-Admiral Sir Henry Fairfax ihn ablöste. Nachdem er am 13. Mai 1893 zum Admiral befördert worden war, löste er am 29. Juni 1893 den am 22. Juni 1893 verstorbenen Vice-Admiral Sir George Tryon als Oberkommandierender der Mittelmeerflotte (Commander-in-Chief, Mediterranean Fleet) ab. In dieser Funktion verblieb er bis zum 10. November 1896 und wurde daraufhin von Admiral Sir John Hopkins abgelöst. Dabei oblag es ihm, die Moral in der Flotte nach dem Verlust des Flaggschiffs der Mittelmeerflotte, des Turmschiffs HMS Victoria, wiederherzustellen, bei dessen Untergang am 22./23. Juni 1893 neben Vice-Admiral Tryon 357 der 715 Menschen an Bord ums Leben kamen.
Am 17. November 1893 wurde er als Knight Commander des Order of the Bath (KCB) geadelt, so dass er fortan das Prädikat „Sir“ führte. Daneben wurde er am 22. Juni 1897 zum Knight Grand Cross des Order of the Bath (GCB) erhoben. Zuletzt übernahm Admiral Sir Michael Culme-Seymour am 3. August 1897 von Admiral Sir Nowell Salmon den Posten als Oberkommandierender der Marinebasis Portsmouth (Commander-in-Chief, Portsmouth) und bekleidete diesen bis zum 3. Oktober 1900, woraufhin Admiral Sir Charles Frederick Hotham seine dortige Nachfolge antrat. Ebenfalls als Nachfolger von Admiral Sir Nowell Salmon übernahm er 1899 die Funktion als Erster und Haupt-Marineadjutant (First and Principal Naval Aide-de-Camp) von Queen Victoria und übte dieses von Februar bis April 1901 unter König Eduard VII. bis zu seiner Ablösung durch Admiral Sir James Erskine 1901 aus. Am 8. März 1901 wurde er zudem zum Knight Grand Cross des Royal Victorian Order (GCVO) geschlagen. Am 13. März 1901 schied er aus dem aktiven militärischen Dienst und trat in den Ruhestand. Er übernahm außerdem das am 26. Juli 1901 wieder eingeführte Ehrenamt als Vice-Admiral of the United Kingdom und hatte dieses bis zu seinem Tode am 11. Oktober 1920 inne, woraufhin Admiral Sir Francis Bridgeman seine Nachfolge antrat.
Michael Culme-Seymour war seit dem 16. Oktober 1866 mit Mary Georgiana Watson Watson († 1912) verheiratet. Aus dieser Ehe gingen drei Söhne und zwei Töchter hervor, darunter der älteste Sohn Sir Michael Culme-Seymour (1867–1925), der 1920 den Titel als 3. Baronet erbte und als Vice-Admiral unter anderem von 1923 bis 1924 Oberkommandierender der Marinestation Nordamerika und Westindien (Commander-in-Chief, North America and West Indies Station) sowie zwischen 1924 und seinem Tode 1925 Zweiter Seelord war. Die ältere Tochter Mary Elizabeth Culme-Seymour (1871–1944) war die Ehefrau von Vice-Admiral Sir Trevylyan Napier (1867–1920). Die jüngere Tochter Laura Grace Culme-Seymour verstarb 1895 im Alter von nur 22 Jahren. Sein jüngerer Sohn John Wentworth Culme-Seymour (1876–1962) diente als Lieutenant in der Marinereserve und später als Flight Lieutenant in der Royal Air Force, während der jüngste Sohn George Culme-Seymour (1878–1915) als Captain und Regimentsadjutant der Queen Victoria’s Rifles während der Zweiten Flandernschlacht im Ersten Weltkrieg fiel.